# Нечитайло, Полина Дмитриевна
Полина Дмитриевна Нечитайло (род. 17 июня 1982, Москва) — российская актриса театра и кино, поэтесса, член Союза писателей России.

## Биография
Полина Нечитайло родилась 17 июня 1982. Мать — актриса Людмила Мальцева, отец — художник Дмитрий Нечитайло. Дмитрий Васильевич Нечитайло является  членом Союза Художников СССР с 1968 года, и членом Союза писателей России.
Окончила актёрский факультет Международного Славянского института им. Г. Р. Державина в 2003 году (художественный руководитель курса — народный артист России Юрий Авшаров).
Работала в Классном театре (2003), в Театре Романа Виктюка (2003).  С 2003 года — актриса Московского театра на Таганке.

## Творчество

### Роли в театре
- «Арабески» — Баба, Тётушка, Матушка[2]
- «Владимир Высоцкий»
- «Горе от ума — Горе уму — Горе ума — Лизанька
- «Добрый человек из Сезуана» — Жена
- «Живаго» — доктор
- «Замок» — Пепи
- «Идите и остановите прогресс (обэриуты)» — Елизавета Бам, Кассирша, Девица
- «Квадратные круги» — ХОР
- «Мёд» — Бина, Музыканты[3]
- «Сказки» — Русалка, фея, Племянница, Мамаша, Крэтчит, Мэг[4]
- «Мастер и Маргарита» — Молодая женщина, актриса, подруга дома, Продавщица
- «Медея» — Кормилица
- «Суф(ф)ле»
- «Тартюф» — Мариана
- «Театральный роман» — Другая разведённая жена-Гоголь
- «Хроники» — Герцогиня Йоркская, 1-я трактирщица

### Фильмография
- 2003 — Люди и тени-2. Оптический обман — кассирша
- 2005 — Адвокат 2 — подруга Люды
- 2006 — Жена Сталина
- 2007 — Путешествие с домашними животными — невеста
- 2009 — Такова жизнь — соседка Соколовых
- 2010 — Буду верной женой — Снежана
- 2010 — Господа Головлёвы —  Евпраксеюшка
- 2010 — Любовь и прочие глупости — Галина
- 2010—2011 — Институт благородных девиц — Оксана Ничипоренко
- 2012 — Цвет черёмухи — Зоя
- 2013 — Петля времени — нянечка в психиатрической больнице
- 2013 — Две зимы и три лета — Алёна Житова
- 2013 — Тайна института благородных девиц
- 2014 — Марьина роща-2
- 2014 — Обнимая небо
- 2015 — Повелитель снов
- 2016 — Гроздья винограда — Маруся
- 2017 — Через беды и печали — Оля, подруга Натальи
- 2017 — Пропавший без вести. Второе дыхание — Татьяна Зубко
- 2022 — Грозный папа — продавщица

## Награды
- Национальная премия «Имперская культура» имени Эдуарда Володина (2021)[5]